# Macara
Macara is een geslacht van vlinders van de familie Megalopygidae.

## Soorten
- M. alydda (Druce, 1887)
- M. argentea (Druce, 1897)
- M. dyari Dognin, 1914
- M. heinrichi Hopp, 1928
- M. interpunctosa Dognin, 1914
- M. nigripes (Dyar, 1909)
- M. pasaleuca (Maassen, 1899)
- M. purens (Schaus, 1905)
- M. terena Dognin, 1914